# Sitochori (Visaltia)
Sitochori (griechisch Σιτοχώρι (n. sg.)) ist ein Dorf im Gemeindebezirk Achinos der Gemeinde Visaltia mit 531 Einwohnern (2011).

## Geschichte
Das Dorf hieß früher Tzintzos (Τζίντζος), wobei der Name auf die alte Stadt Tintos zurückgeführt wird. Alte Münzen, die in diesem Gebiet gefunden wurden, tragen die Inschrift Tintinoi. Die erste schriftliche Erwähnung erfolgte 1569 als Tsintsa. Der Name Tzintzos wurde am 19. Juli 1928 in Sitochori geändert, als die Einwohner anfingen, in großem Stil Weizen (altgriechisch σῖτος sitos) anzubauen. Bis 1997 war Sitochori eine eigenständige Gemeinde, dann kam es zu Achinos, 2010 schließlich mit Achinos zur Gemeinde Visaltia.